# Tunel Dingač
Tunel Dingač je krátký silniční tunel, který se nachází u vesnice Potomje v opčině Orebić v centrální části chorvatského poloostrova Pelješac. Skrz tunel vede místní komunikace, která prochází pod kopcovitým hřebenem a spojuje tak vesnici s jižními svahy na pobřeží. Tyto svahy jsou proslaveny úrodnými vinicemi, hrozny z těchto vinic byly tradičně dopravovány osly. Cesta přes zmíněný hřeben však byla náročná, a tak místní vinaři přistoupili k vybudování tunelu. Tunel byl uveden do provozu v roce 1976 a od té doby jsou hrozny dopravovány automobily přímo do vesnice.
Tunel je dlouhý 400 m a není v něm žádné ostění. Nachází se v něm pouze jeden jízdní pruh a přibližně uprostřed tunelu je zřízen záliv pro vyhýbání protijedoucích vozidel. Tunel je jen spoře osvětlen a kromě silniční komunikace jím vedou i kabelová vedení. V současnosti se tunel stal i jednou z turistických atrakcí poloostrova.

## Galerie

Před severním portálem
Interiér tunelu
Severní portál
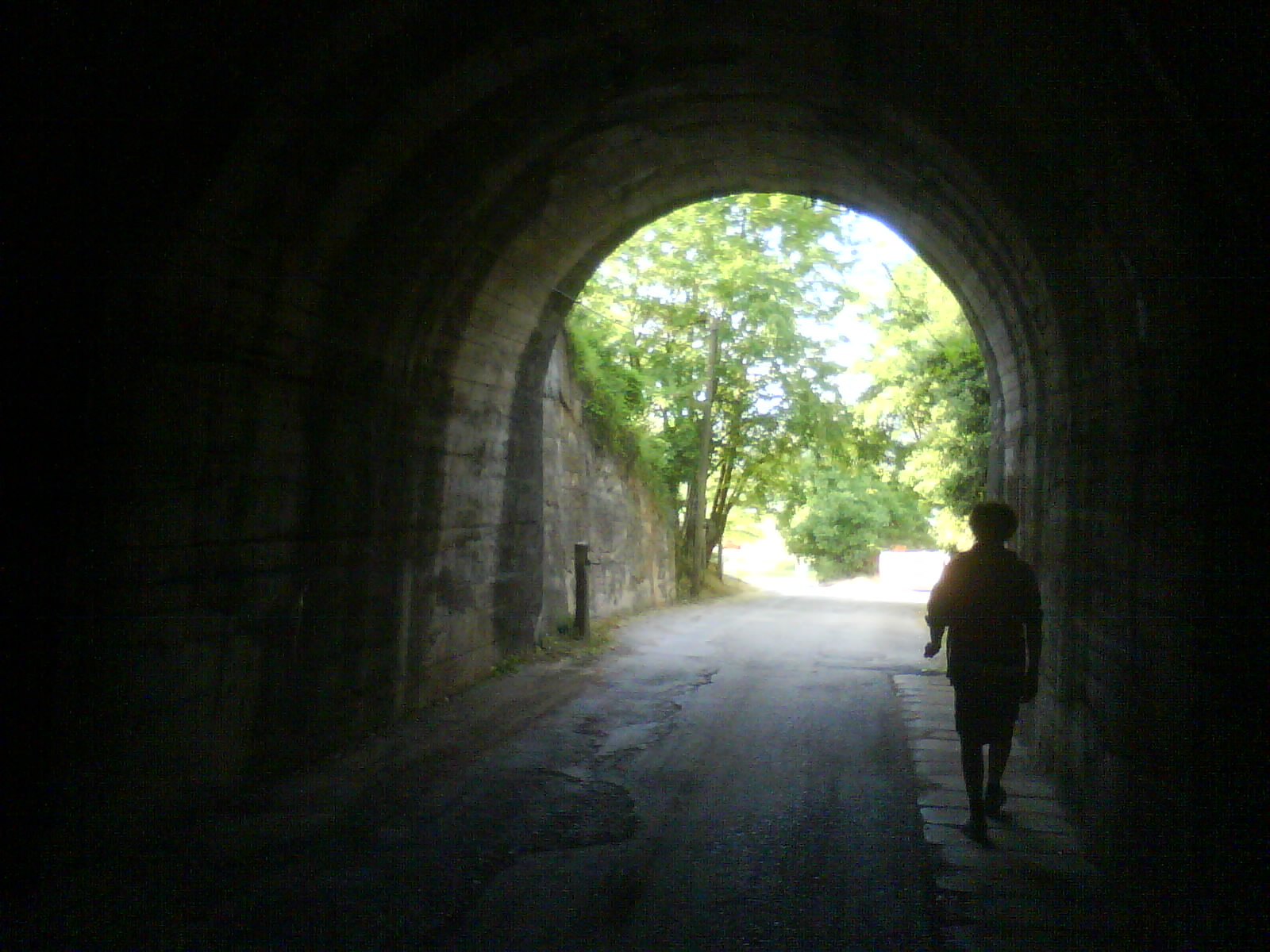
Uvnitř u severního portálu